# Феральпісало
«Феральпісало» (італ. Feralpisalò) — італійський футбольний клуб з муніципалітету Сало.

## Історія
Клуб заснований влітку 2009 року в результаті злиття двох клубів з Серії D:
- АС Сало з муніципалітету Сало, заснований у 1985 році, як АС Сало Бенако та перейменований у 2001 році,
- Феральпі Лонато з муніципалітету Лонато-дель-Гарда, заснований у 1980 році, як АС Лонато перейменований у 1985 році.[1]

12 серпня 2009 року клуб був допущений до змагань в Лега Про Секонда Дівізіоне замість не допущеного клубу «Пістойезе».
У сезоні 2010–11 років виступаючи в групі A Лега Про Секонда Дівізіоне клуб вперше в історії отримав підвищення до Лега Про Пріма Дівізіоне через плей-оф.
8 квітня 2023 року, після домашньої перемоги над «Трієстиною» з рахунком 1–0, «Феральпісало» виграв титул у групі А за два тури до завершення чемпіонату, забезпечивши собі історичне перше підвищення до Серії B.

## Кольори
Кольори клубу сине—зелені.

## Досягнення

### Ліга
- Серія C

Чемпіон (1): 2022–23 (Група A)